# Pusztaradvány
Pusztaradvány község Borsod-Abaúj-Zemplén vármegyében, az Encsi járásban.

## Fekvése
A vármegye északi szélén fekszik, a megyeszékhely Miskolctól 55 kilométerre északkeletre; közigazgatási határa körülbelül egy kilométer hosszban egybeesik az államhatárral.
A közvetlenül szomszédos települések a határ magyar oldalán: északkelet felől Hernádpetri, délkelet felől Hernádvécse, délnyugat felől Fulókércs, nyugat felől pedig Szemere. A határ túloldalán a legközelebbi település a közigazgatásilag Perény-Hímhez (Perín-Chym) tartozó Felsőlánc (Vyšný Lánec).

### Megközelítése
Főutcája a 2627-es út, ezen érhető el, Szemere vagy Hernádvécse érintésével.

## Története

### Középkor
A magyar nyelvben gyakori személy- és helynév szláv eredetű, jelentése örvendező.
Abaúj vármegyében két Radvány is feküdt, a mai Pusztaradvány és Füzérradvány. A mai Pusztaradvány eredetileg királyi birtok, valószínűleg várföld volt. Első említése 1260-ból egy hamis oklevélből származik, melynek azonban vannak valós elemei. E szerint István herceg – a későbbi V. István király – egy meg nem nevezett szerviensének adományozta a falut, amelyet egyben mentesített minden addigi joghatóság alól. Ugyanekkor megállapították határait is. A mára már elpusztult Csebnél – a mai szlovákiai Csebitanyánál – kezdődtek az északi határok, fordultak az akkori Garadna – a mai Hernádpetri – felé, majd egy patak mentén Vécse felé tartottak, ezután Radvány, Vécse és Kecsk – a mai Fulókércs – hármas határpontja következett, ahol a határvonal egy nagy úttal találkozott, majd Szemere következett, aztán a mára már elpusztult és Fájhoz tartozó Papi felé vezető út. Ezután a Rakatnica fejénél – azaz a Rakaca kezdeténél – levő hármas határ jött, amely Radványt, Szemerét és a már elpusztult Lyubát választotta el egymástól, végül a lyubai határ, majd a Perény felé vezető út zárta sort. Ezek a határok teljesen megegyeznek a mai faluhatárral. Pusztaradvány későbbi első említéseiben úgy szerepel mint a szomszédos falvak határosa. 1300-ban az akkor Bényeszurdokának, majd 1326-ban a Szurdokbényének mondott mai Hernádszurdok szomszédjának mondták, 1332-ban pedig Vécse határai érintkeznek vele. A korabeli szóhasználatnak megfelelően mindhárom oklevél földnek nevezte, ez azonban valódi falut tarkart. 1345-ben Lyuba vitás határai között említették. Az egyik fél Borharadvány földet, ahol egy hármas határ volt, a másik Buzita, Szemere és Radvány hármas határát mutatta ugyanott, majd attól keletre Buzita és Radvány határát. Négy évvel később újfent Cseb határosaként említették. 1358-ban a Buzita felőli határokat erősítették meg.
A falu birtokosa a 14. század végén a Radványi család volt. 1395-ben Abaúj vármegye egyik szolgabírája Radványi Csákó volt. Hogy Csákó rokonságban állt-e a később Radványinak nevezett családdal és miképpen, nem tudjuk. Radványi Máté Zsigmond királytól kapta adományba a falut, ám 1399-ben a Liptó vármegyei Nagyvár ostromakor – az erősséget a király Jodok morva őrgróftól foglalta vissza – örökösök nélkül elesett várandós feleséget hagyva maga után. A király Radványi Máté testvéreinek, Istvánnak és Benedeknek valamint, ha az asszony fiút szülne, fiának adományozta a birtokot. Leánygyermek esetén csak a testvéreknek jutott Radvány. Radványi Máté bizonyára a Szakalyi családból származott, mert testvéreit Szakalyiaknak hívták. A Zsigmond-korban volt itt öt telkük Korlátfalviaknak is. 1427-ben a kamara haszna nevű királyi adó szedői hét paraszti telek után szedték be az adót, amelyek Radványi János birtokában voltak. A helység a Hernádtól nyugatra fekvő falvakkal feküdt egy járásban. A Radványiak rendszeresen töltöttek be vármegyei tisztségeket.
Radvány a 14. század elejétől kezdve kimutathatóan egyházas hely volt. A pápai tizedszedők 1332-33-ban egy Benedek nevű papot találtak az egyház élén, aki 1333-ban 3, 1334-ben 2, 1335-ben megint 3 garast fizetett.

### 16–18. század
A falu Radvány néven Mohács után is több, egymással rokonságban álló nemesi család közös birtoka maradt, ez a conpossesoratus vagy közbirtokosság azonban a kora újkorban már nem lakott településen, hanem elnéptelenedett helységen, közkeletű néven pusztán (praedium) osztozott. Radvány neve a 16–17. századi adó- és dézsmajegyzékekben sem tűnik fel, vagyis nem volt adóképes lakosa, birtokként viszont továbbra is örökölhető, adható-vehető, zálogosítható nemesi jószág maradt, amelynek szántóföldjeit, rétjeit, legelőit, erdeit a szomszédos települések lakosai – a birtokosok engedélyével – akár használhatták is. A pusztának azonban nem voltak jobbágyai, így a portális adót sem fizette a falu, és az esetleges gabona- és bortermelés után sem szedték a török kori királydézsmát.

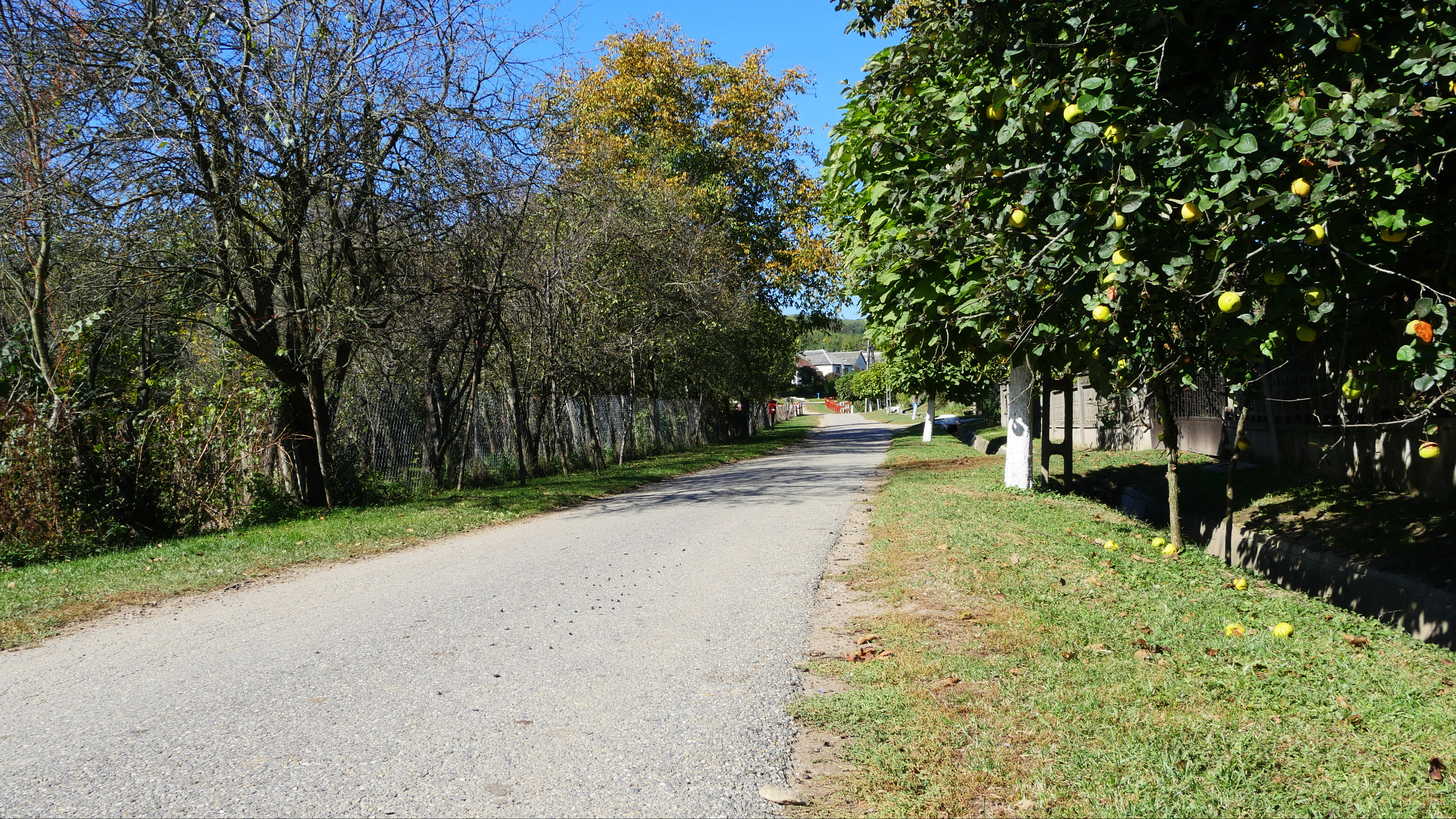
Pusztaradványi utca

Radvány elnéptelenedése a 16. század első felére tehető, 1560-ban ugyanis, amikor ún. új adományt, azaz meglévő nemesi birtokban való királyi megerősítést kaptak tulajdonosai, Radványt már puszta helységként (praedium Radwan) nevezi meg a donációs oklevél. 1560-ban Abaúj vármegyében fekvő, őseiktől örökölt teljes Radvány puszta és Szemere, Kércs (ma: Fulókércs), Kis-Szakály, Pólyi, Középső-Lóránt-Lánc (ma: Sokoľany, Poľov, Nižný Lánec, Szlovákia) falvakbeli részbirtokok tulajdonában erősíti meg [[I. Ferdinánd magyar király|I. Ferdinánd]] király Lánczi (Lánczy) Péter, Mihály, Mátyás, Balázs és Fulókércsi Balázs nemeseket. Az örökösök egyrészt a középkor végi birtokosok, Lánczi János és neje, Radványi Katalin fiai voltak, azaz a Radványi család leszármazói, másrészt kércsi (vagy szendi) Fuló Imre abaúji szolgabíró (1519–1520) fia: Fulókércsi Balázs. Kércsi Fuló Balázs nagyapja: hegyaljai vagy kércsi Fuló László fia György, a későbbi abaúji alispán, 1440-ben szintén földesura volt Radvány falu egy részének, ebben az évben ugyanis éppen a Radványi család tagjainak (Radványi István fia Benedek, János, Imre) adta el nemesi tulajdonát.
A középkori Radványi család örökösének tekinthető a Ruszkai (vagy göncruszkai) Kornis család is. Radvány középkori birtokosai, Jánoky Pál és felesége, Radványi (István lánya) Erzsébet gyermeke: Jánoky Anna Ruszkai Kornis Boldizsárhoz ment férjhez, és 1524-ben már özvegy volt, amikor fivérének, Jánoky Oszvaldnak nyilatkozik arról, hogy anyjuk, Radványi Erzsébet és ő is megkapták hitbérüket, illetve leánynegyedüket a Jánokyak birtokaiból. 1579-ben Kornis Boldizsár fiának, Györgynek (†1551) a fia, az Erdélyben karriert építő Kornis Gáspár (1546 k.–1601) Radvány egyik földesura, ekkor ugyanis eladja fivérének, Ferencnek a Jánok (ma: Janík, Szlovákia) és Göncruszka falvakban, illetve Bőnye (Szurdokbénye, ma: Hernádszurdok) és Radvány pusztákban birtokolt részeit. Radvány a 16. század végén is a Kornisok fiágának tulajdonában marad, Kornis Gáspár unokaöccse, János ugyanis 1592-ben a leányágtól visszavásárolja a göncruszkai udvarházat és a kornisruszkai, szurdokbényei és radványi birtokporciókat. A Kornisoktól a 17. század elején az 1603-ban nemességet szerzett gönczi Aszalós családhoz kerülnek bizonyos birtokrészek, Kornis Gáspár Dolhay Ilonától született fia, György (†1610) ugyanis zálogba adja birtokait a címerszerző Aszalós Tamásnak. 1626-ban Aszalós Tamás és Károlyi Kata lánya, Szegedi Györgyné Katalin (második férje: chernelházi Chernel III. György) tiltakozik a Szegediek ellen, akik jogtalanul tesznek osztályt az Aszalós Tamás által Kornis Györgytől vett göncruszkai birtokon, de Szegediné szurdokbényei, radványi és szemerei jószágokat is örökölt apjától.
A Kornis-javak egy része göncruszkai Kornis János (†1550 k.) és felesége, Farkasics Horváth Anna lánya, Kornis Dorottya révén, akit Golopy Gáspár Abaúj vármegyei alispán – a Zemplén vármegyei Golop reneszánsz kastélyának építtetője – vett feleségül, a Golopy családhoz kerültek, Golopy Gáspár három lányunokájához. Golopy Gáspár egyik unokája, Vay-Ibrányi Lászlóné Dóczy Anna (szülei: Dóczy Ferenc és Golopy Gáspár egyik lánya) a 17. században az Ibrányi család birtokát is gyarapították az egykori Kornis-jószágok, így Vécse, Szőled, Szőrbénye és Radvány puszta részbirtoka. A Golopy-javak harmadának örököse, Dóczy Anna fia, Ibrányi Ferenc 1656-ban urbáriumot készített birtokairól, amelyben Radvány puszta egy részét a Kornis, a Golopy, majd az Ibrányi család tagjai által osztatlan tulajdonaként birtokolt jószágnak írta le, hatalmas erdejével, amelyet főként disznók makkoltatására használtak. A földesúri erdő egyébként közös volt a Szemere-örökösökkel.
A középkori Radványi család leányági örököse, Radványi Szaniszló unokája: Radványi Agáta, Gönci Szabó Márton, majd Fuló György özvegye, miután megszerezte nagynénje, Vajda Pálné Radványi Kata örökségét is, 1564-ben eladja radványi és szemerei birtokrészét 100 magyar Ft-ért és 25 köböl búzáért Réghy Kelemennek. Réghy (Réeghy) Kelemen (†1573 körül), aki több Abaúj és Borsod vármegyei birtokkal rendelkezett, és rezidenciáját a hangácsi birtokán álló erődített kastélyában rendezte be, így a hangácsi nemesi előnevet is felvette, az 1550-es években az egri vár főtiszttartói hivatalát viselte, 1559. decemberében Verancsics Antal egri püspökaz egri vár második kapitányának nevezte ki, de az egri püspöki vár és uradalom gazdasági irányítását csak 1562. májusáig végezhette. Később a szepesi kamara tisztviselője lett, királyi biztosként is képviselte a kamarát az 1570-es években. A Fuló család már a késő középkorban érdekelt volt Radvány birtokában, kércsi (vagy szendi) Fuló Imre abaúji szolgabíró unokája, Fuló György azonban 1594-ben kénytelen eladni fulókércsi és radványi porcióját a borsodi és abaúji birtokokkal is rendelkező kézdivásárhelyi Vásárhelyi Tamásnak, aki 1583-ban egyszerre viselte Borsod és Abaúj vármegyei jegyzői hivatalát. Az 1578-ban címeres nemességet szerzett, Kassán kőházzal rendelkezett gönczi Szabó család is szerzett egy porciót Radvány pusztán, amely 1653-ban gönczi Szabó Dorottya, férjezett Káthai Ferencné tulajdonában volt. A középkori eredetű abaúji család, a Csobádi is birtokolt egy részt a 17. század elején az ősi Radványi-örökségből, Radvány pusztából és Kis-Szakályból. A Borsod vármegyei eredetű Hegymegi család is Radvány birtokosai közé került a 17. század elején, emellett Szemere, Felső-Monaj, Szentistván-Baksa falvakban is volt földesúri érdekeltségük. A Heves vármegyei eredetű gyandai Kormos család a 17. században jelenik meg Abaújban, Kormos Gáspár a 16. század végén feleségül veszi Lánczi (Lánczy) Erzsébetet, így fiaiak: Kormos Ferenc és István a Lánczi-örökséget is megkapják. A Kormos-fivérek 1630-ban királyi adományt nyernek Kis-Szakályra, de Közép-Láncon is birtokosok voltak. A következő generáció, Kormos István gyermekei: István és Borbála 1666-ban közösen birtokolják ősi jószágaikat, köztük Radványt is.

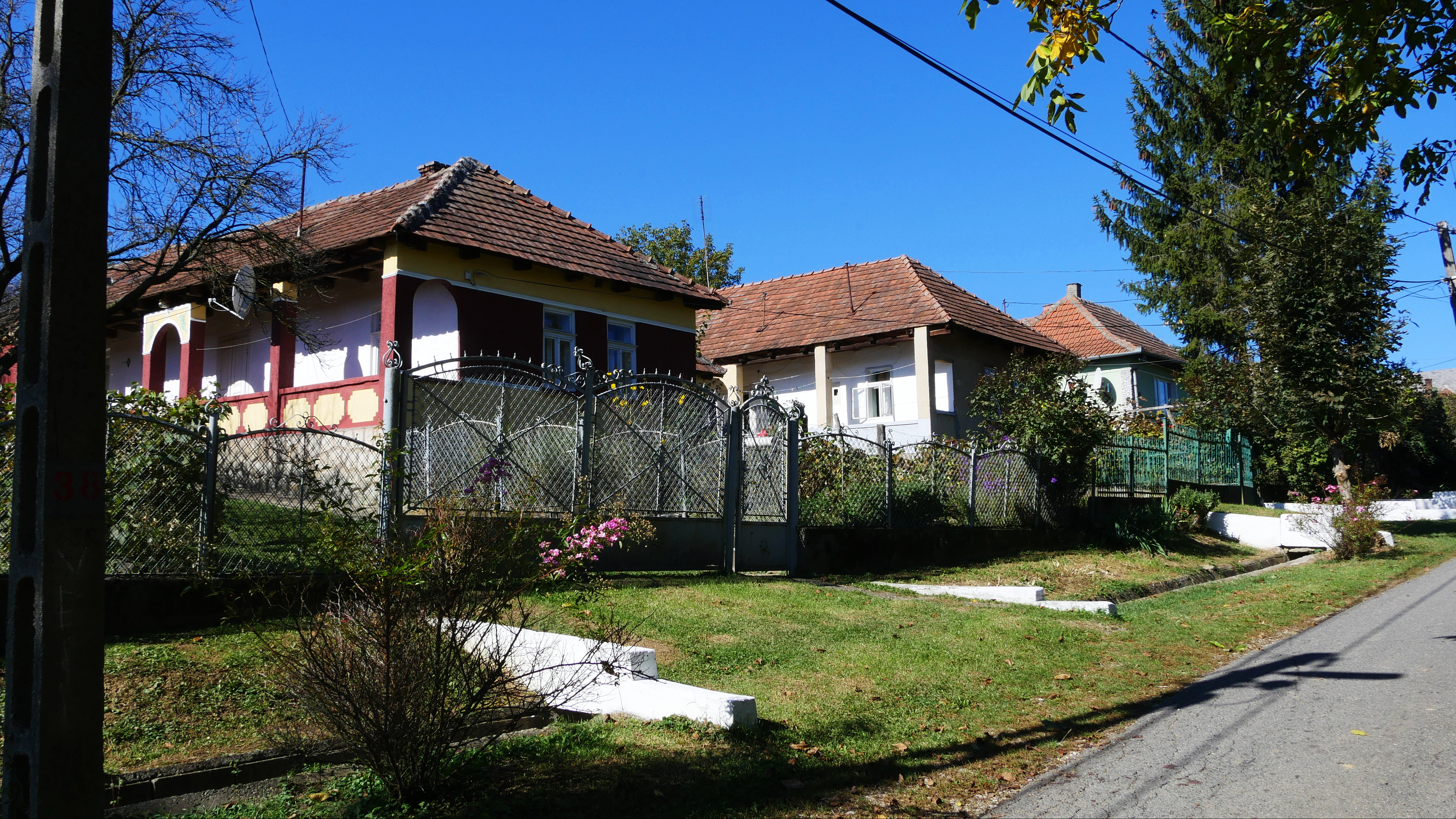
Utcarészlet népi lakóházakkal

Az abaúji Cserehát két legősibb és legnagyobb hatalmú kora újkori középbirtokos családja, a Fáy és a Szemere család is Radvány puszta részbirtokosa lett a 17. században. Id. fáji Fáy István (†1639) és ecsédi Reöthy Kata (†1666) fiának, ifj. Fáy Istvánnak (†1710) a kamara elkobozza birtokait a Wesselényi-féle szervezkedésben való részvétele miatt, abaúji birtokainak 1673. évi összeírásakor Radvány pusztán 1 puszta jobbágytelke van. Az összeírás jelzi: annak ellenére, hogy Radvány a 16. század közepétől már bizonyosan puszta birtok, a birtokostársak ekkor is az ősi jobbágytelki állományt osztották meg egymás között. Szemerei Szemere László (†1677), 1667–1672 között zempléni alispán, Szemere Pál (†1652) országgyűlési követ, kamarai tanácsos és Putnoky Klára (†1667) fiát is azzal vádolták, hogy részese volt a Wesselényi-összeesküvésnek, ezért 1670. évi elfogatása után a kincstár tőle is elkobozta birtokait, köztük a Lyuba (ma: puszta Büttös határában) és Radvány pusztákban bírt nemesi jószágát. Amikor a kamara összeírta birtokait, Lyuba és Radvány pusztákat 400 Ft értékűre becsülte a területükön található értékes erdőségek miatt. Radványban az erdőhasználaton felül 40 köblös szántója is volt Szemere Lászlónak, amely Draheim Vilmos (†1693) kamarai prefektus számításai szerint 1675-ben 200 Ft-ot ért. Draheim nemcsak megbecsülte, hanem meg is szerezte Szemere László és más abaúji „rebellis” nemesek birtokait, 1693-ban Abaújváron, Szemerén, Radványban, Pusztakércsen (Fulókércsen) 1–1 puszta jobbágytelke volt, amelynek jövedelmeit halála után családja is élvezte.
Radvány a török korban, sőt a 18. század első évtizedeiben is megmaradt közbirtokos nemesek pusztájának, a 17. század végi és 18. század eleji országos adóösszeírásokban sem szerepel, újbóli benépesítése a 18. század közepétől kezdődik. Radvány pusztára 1714-ben, számos abaúji és birtokkal együtt, a Réghy család kései leszármazói, id. Szathmáry Király János és Lenkey Katalin fiai: Miklós, ifj. János és István, illetve váradi Fekete István nyernek királyi adományt. Nenkefalusi (később: lenkei és zádorfalusi) Lenkey György (†1648) az utód nélkül meghalt Réghy Kelemen nővére, Várady Tamásné Réghy Klára dédunokáját, Varsády Klára és Béch (Bécs) Ferenc lányát: Béch Annát vette nőül, s fiuk: Lenkey György lányunokái: Szathmáry Király Jánosné Lenkey Katalin és váradi Fekete Istvánné Lenkey Zsófia, illetve utódaik örökölték az egykori Réghy-féle birtokokat. Bél Mátyás 1730-as évek elején készült és a 21. századig kéziratban maradt, Abaúj vármegyét latin nyelven leíró monográfiájában szintén pusztaként jellemzi Radványt, birtokosai közül pedig a Szemere családot emeli ki: „17. Radvány Petri falu szomszédja, de elhagyott helység. A mezőgazdasági területet már majdnem teljesen visszafoglalták az erdők, főként tölgyesek. Sok birtokosa van, ezek között elsősorban a Szemere család.”
A község 18. századi történetéről homályosak az ismereteink, ugyanis sem az úrbéri tabellák közt, sem a II. József-kori népszámlálás Abaúj vármegyei anyagában, sem Korabinszky Mátyás vagy Vályi András település szintű statisztikai munkájában nem szerepel sem Radvány, sem Pusztaradvány formában. Az Első Katonai Felmérés (1763–1787) összeírásában és térképén sem szerepel a falu. Az egyik első ismert újkori említése a Nagy Lajos (Ludovicus Nagy) magyar kamarai alkalmazott nevéhez fűződő, 1828-ban kiadott kötethez kapcsolódik, és alighanem árulkodó, hogy itt „Újradvány” néven fordul elő, valószínűleg az Abaúj vármegyei Füzérradvánnyal (és esetleg a Zemplén vármegyei két ilyen nevű ruszin faluval) való megkülönböztetés céljából. Ebben a könyvben, mint ahogy Fényes Elek a 19. század közepi állapotokat tükröző Geographiai szótárában csak a falu fekvéséről, valamint népességének nagyságáról és felekezeti arányairól kapunk képet. Ludovicus Nagy szerint Újradványt 1828-ban 22 házban összesen 152 személy, az 1850-ben közölt (de valószínűleg több évvel korábbról nyert) adat szerint 154 fő lakta. Az etnikai szempontból vegyesen magyar és tót (vagyis szlovák vagy ruszin) faluban a katolikusok alkottak döntő többséget (számuk a két időpontban 135, ill. 140 volt). Rajtuk kívül reformátusok (13, ill. 9) és izraeliták (4, ill. 5 fő) is éltek a településen, amelyet (Hernád-) Petritől egy óra távolságra fekvőnek ír le Fényes. Az 1828. évi országos összeírás idején Pusztaradványt is felmérték Radvány néven, ekkor Radványban, amely korábban puszta volt, 14 saját házas és 5 házatlan, vagyis az uraság tulajdonában lévő házban lakó (Miklós, Janocko, Csap, Pocsajszki, Kucó, Lakatos, Jasicki, Szalkó, Csizmár, Csiszki, Girin, Bujnócki, Kalucsák, Jeszinec, Kosuta, Bitó, Csemeri, Hudapki családnevű) zsellér élt családjával, a gyermekekkel együtt összesen 58 fő. Az uradalmi házban lakó zsellérek között volt Salamon zsidó (Judaeus Salamon) is, aki szolgálót is tartott.

### 19. század

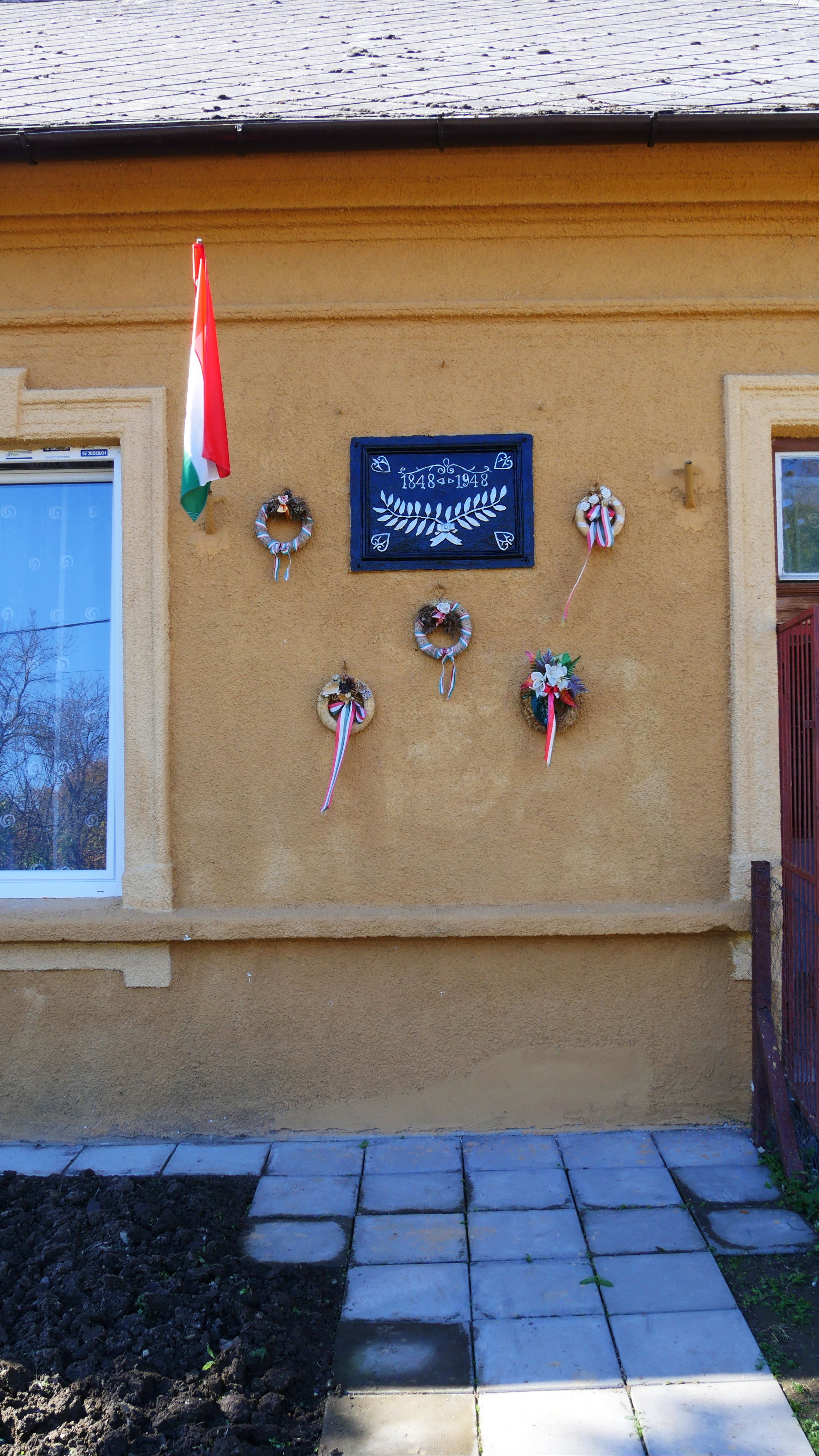
Centenáriumi 1848-as emléktábla

Pusztaradvány a 19. században a Cserehát legalacsonyabb lélekszámú települései közé tartozott és az 1873-as kolerajárvány hosszan tartó demográfiai válságot okozott (a faluban 1870-ben 205-en, 1880-ban 162-en, 1900-ban 206-an laktak). A születések aránya azonban magas maradt: 1900 és 1910 között 38,9‰, a halálozásoké 21,6‰, a természetes szaporodásból (17,3‰) adódó többlet 44 fő.
A 18. században elnéptelenedett helységbe görögkatolikus ruszinokat telepítettek, akik nyelvi magyarosodása (az ellentmondásos statisztikai adatok alapján) a 19. század második felében lezárult. Fényes Elek 1851-ben Radványt „magyar–tót” falunak nevezte, 1880-ban viszont már csak 7, 1900-ban egyetlen „tót” anyanyelvű lakost írtak össze. A felekezeti megoszlás is módosult a 19. század második felében: a római katolikusok száma növekedett és a görögkatolikusoké csökkent (1900-ban 101, illetve 87 fő), rajtuk kívül reformátusok (16 fő) és izraeliták (2 fő) éltek a faluban.
Az alfabetizáció az 1868-ban megalkotott népoktatási törvény, majd a görögkatolikus elemi iskola állami tulajdonba vétele után gyorsult fel. 1880-ban a népességnek csak a 12%-a (19 fő), 1900-ban már a 40%-a (83 fő), a 6 éven felüliek 54%-a tudott írni és olvasni.
Az egykori puszta határa a 19. század második felében számottevően átalakult. Korábban nem hasznosított földeket fogtak művelés alá, erdőket irtottak, aminek a következtében a szántók területe 1895-ig 781 kataszteri holdra (63%-ra), a legelőké 198 holdra (15%-ra) emelkedett, az erdőké viszont 127 holdra (10%-ra) csökkent. (A legelők bővítése a 660 kataszteri holdas, a faluhatár több mint felét elfoglaló nagybirtok juhtenyésztésének fejlesztését szolgálta.)
Pusztaradványon a késő rendi korszakban töredéktelkeken gazdálkodó jobbágyok és zsellérek, valamint kisnemesek éltek, közülük többen az 1860-as, 1870-es évekre csődbe jutottak. Pekár András 1/2 kuriális telekből és egy kapás szőlőből álló (829 forintra becsült) ingatlanát például 22 forint adósság, Havas Dezső 1945 forintra becsült ingóságait (gazdasági eszközöket, bútorokat, a búza- és a rozsvetést) 1000 forint adósság terhelte, ezért mindkét esetben árverésre került sor. A településen birtokot vásárló és kastélyt építő Pallavicini János őrgrófot a dualizmus évtizedeiben anyagi gondok nem terhelték, aki Berlinben, Párizsban, Londonban, Szentpéterváron és Konstantinápolyban teljesített hosszú diplomáciai szolgálat után, 1918-ban telepedett le a faluban. Igaz, a 660 kataszteri holdas birtok jövedelme a korábbi életvitelét nem fedezte, ezért 1930-ban a Magyar Földhitelintézettől 2800 aranydollár kölcsön felvételére kényszerült.

### 20-21. század
Pusztaradvány 1910-ben Abaúj-Torna vármegye Csereháti járásához tartozott. A község 1 239 kat. holdon (= 713 hektár) terült el, lakóinak száma 256 volt. A túlnyomórészt magyar anyanyelvű lakosság (251 fő) mellett mindössze 5 tót anyanyelvűt regisztrált a statisztika. A népesség vallásilag négy felekezet között oszlott meg: 138 fő volt római katolikus, 98 fő görögkatolikus, 15 fő református és 5 fő izraelita. Szinte a teljes lakosság megélhetése a mezőgazdaságból származott, az ágazatban foglalkoztatottak aránya csak az 1960-as évektől indult csökkenésnek.
A trianoni békeszerződés közigazgatási változásai következtében Pusztaradvány az Encsi járás része lett. 1920-ra népességszáma 267 főre nőtt, s a magyarok mellett egyetlen egyéb anyanyelvűt jegyzett fel a népszámlálás. A vallásfelekezetek közül jelentősen, 175 fősre gyarapodott a római katolikus közösség és 9-re nőtt a helyi izraeliták száma, miközben 78-ra csökkent a görögkatolikusoké és 5-re a reformátusoké. 1941-ben a népesség 305 főt számlált. Ez a számbeli gyarapodás valamennyi keresztény felekezetnek kedvezett, az izraeliták azonban eltűntek a községből. A római katolikus hívek száma ekkor 201, a görögkatolikusoké 91, a reformátusoké 12 volt, s új színfoltként feltűnt 1 evangélikus lakó is.
A világháborúk közötti periódusban Pusztaradványban állami elemi iskola működött és római katolikus templom épült. A föld nagyrésze a Pallavicini család tulajdonában volt. 1924-ben Pallavicini János őrgróf 876 kat. hold területet birtokolt, 250 kat. holdat pedig Pallavicini Antal őrgróf bérelt. Jelentősebb földterülettel (80 kat. hold) bírt még a szepesi püspökség. Pallavicini János az első világháború előtt és alatt (1906-tól) az Osztrák-Magyar Monarchia konstantinápolyi nagyköveteként szolgált, majd 1918 után pusztaradványi kastélyában élt. 1927-ben élethossziglani felsőházi tagságot nyert. 1941. május 4-én Pusztaradványban érte a halál. A második világháború utáni politikai változások következtében a kastélyban nyert elhelyezést a tanácsháza, az 1970-es évek közepétől azonban üresen állt. Falai között 2004-ben nyílt szálloda.

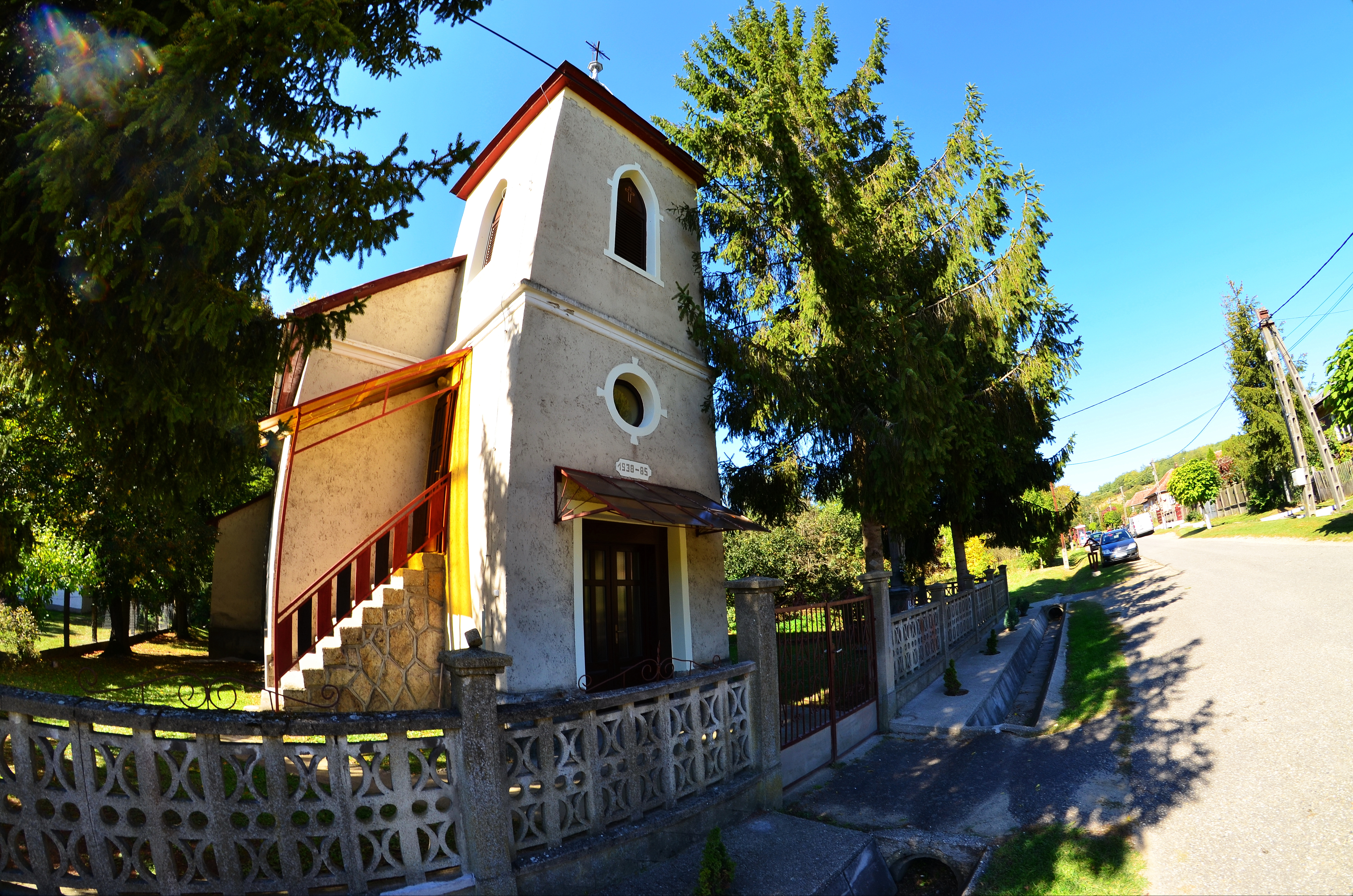
Római katolikus templom

A község számára 1944. december 15-én ért véget a második világháború. 1949-ben a háború utáni első népszámlálás szerint lakóinak száma 324 volt, akik két fő vallásfelekezethez tartoztak: 65,4%-ban római katolikusok és 32,4%-ban görögkatolikusok voltak. Mellettük a reformátusok mindössze 1,9%-ot, az evangélikusok 0,3%-ot tettek ki. A szocializmus idején a népességszám kezdetben nőtt, majd az 1960-as évektől csökkent, s az 1990. évi népszámlálás idejére 228 fősre apadt a lakónépesség.
A második világháború utáni gazdasági átalakulás Pusztaradványban jelentős késéssel következett be. A Kossuth Mg. tsz. csak 1966-ban alakult meg, és néhány évvel később csatlakozott a hernádvécsei Búzakalász Termelőszövetkezethez, melynek Hernádpetri is tagja lett. A kései téeszalakításban szerepet játszhatott az is, hogy a helyi férfiak legtöbbje kőművesként kereste kenyerét. Ők voltak a „pusztaradványi fecskék”, akik a kora reggeli órákban útnak indultak a környező települések építkezéseire dolgozni, majd esténként hazatértek. A szocializmus idején a községben egytantermes, egy-, majd kéttanerős általános iskola működött, melyben a diákok száma az 1945/46-os tanévben jellemző 52 főről 1965/66-ra 66 főre növekedett, s ekkor 12 felnőtt tanuló is koptatta a padokat. A falunak kis könyvtára és mozija is volt, villamosítására 1962-ben került sor.
Az 1956. évi forradalmi események hatására Pusztaradványban október 28-án héttagú munkástanács alakult, valószínűleg Závolczki János földműves elnökletével, de a község irányítását továbbra is a tanács végezte. A forradalom napjaiban a kisgazda párt helyi képviselői is aktivizálódtak és újjáalakították a párt szervezetét. Az események községi irányítója Bujnóczki István hadnagy volt. A forradalom leverését követően, 1957. január 13-án tartotta első ülését a tanács végrehajtó bizottsága, melynek elnöke Kovács István, titkára Babácsi Vince volt. Bár a járási tanács január 25-i ülésén elhangzottak szerint a pusztaradványi munkástanács törvénybe ütköző intézkedést nem hozott, a megalakuló helyi pártszervezet tagságában mégis jelentős ellentét bontakozott ki. Különösen Kovács János párttitkár és Merececzki József legeltetési bizottsági elnök között volt feszült a hangulat, akik „ellenforradalmi tevékenységgel” vádolták egymást. Miután bebizonyosodott, hogy Kovács októberben részt vett a kisgazdák gyűlésén, leváltották, sőt a pártból is kizárták.
A második világháború utáni változások közigazgatási átszervezést is hoztak, minek eredményeképpen 1950-től Pusztaradvány Borsod-Abaúj-Zemplén megye Encsi járásába, azon belül a Szemere központú körjegyzőségbe sorolódott Fáj, Fulókércs és Litka községekkel együtt. 1966-ban Hernádvécse székhelyű községi közös tanács szerveződött, amihez Pusztaradvány mellett Hernádpetri is csatlakozott. A közös tanácsú községet 1984. január 1-jével Encs városkörnyéki községévé nyilvánították. Végül a rendszerváltást követően Pusztaradvány és Hernádpetri az 1991. január 1-én megalakuló Hernádvécsei körjegyzőség része lett.
A szocializmusban jellemző népességfogyás kezdetben a rendszerváltás után is folytatódott, majd a 2000-es évektől növekedés kezdődött. Az utóbbi néhány esztendő újabb csökkenése következtében a község lakónépessége 2020. január 1-én 230 fő volt. A 2011. évi népszámlálás alkalmával a lakosság 89,0%-ban magyarnak és 28,2%-ban cigánynak mondta magát, míg 11,0% nem kívánt válaszolni. Vallási tekintetben 76,5%-uk volt római katolikus, 5,1%-uk görögkatolikus, 2,0%-uk református és 0,8%-uk felekezeten kívüli. A megkérdezettek 15,7%-a nem adott választ.
Pusztaradvány lakosságszerkezete napjainkban elöregedő, magas a cigány lakosság száma, és a munkanélküliek aránya (72%) is országos átlag feletti. A település a hernádvécsei orvosi körzethez tartozik, de az ellátást helyettesítéssel a novajidrányi orvos biztosítja helyben, hetente egy alkalommal. Gyermek-, fog- és szakorvosi ellátásra csak Encsen van lehetőség. A legközelebbi kórház Szikszón, mintegy 45 km-re, vasútállomás Novajidrányban, 9,0 km-re található. A településen óvoda nincs, a gyermekek társulási megállapodás alapján Hernádvécsére és magánúton Szemerébe járnak. A helyi általános iskola 1995-ben felfüggesztette működését, így az iskoláskorú gyermekek Hernádvécsén tanulnak. A községben mozgókönyvtár működik és 2001 óta minden év augusztusában falunapot rendeznek. A település közös önkormányzati hivatalt fenntartó község, melynek székhelye Novajidrány. Pusztaradványban roma nemzetiségi önkormányzat működik.

## Közélete

### Polgármesterei
- 1990–1994: Kerekes József (független)[56]
- 1994–1998: Kerekes József (független)[57]
- 1998–2002: K. Horváth Gyula (független)[58]
- 2002–2006: K. Horváth Gyula (független)[59]
- 2006–2010: Tomkó Sándor (független)[60]
- 2010–2014: Tomkó Sándor (független)[61]
- 2014–2017: Tomkó Sándor (független)[62]
- 2017–2019: Rozsnyainé Karaffa Ágnes (független)[63]
- 2019–2024: Rozsnyainé Karaffa Ágnes (független)[64]
- 2024– : Karaffa Ágnes (független)[1]

A településen 2017. július 16-án időközi polgármester-választást kellett tartani, mert az előző polgármester megbízatása március 22-én, méltatlanság miatt megszűnt.  Tomkó Sándort a Miskolci Törvényszék nyilvánította méltatlannak a poszt betöltésére, szándékos bűncselekmény elkövetése miatt, miután 2016. december 19-én annak megállapítását kérték a Miskolci Közigazgatási és Munkaügyi Bíróságtól, és utóbbinak 2017. január 12-én, nemperes eljárásban meghozott végzését a törvényszék – az érintett fellebbezése után – helybenhagyta.

## Népesség
A település népességének változása:
| Lakosok száma | 262  | 262  | 256  | 225  | 202  | 194  | 220  |
|               | 2013 | 2014 | 2015 | 2021 | 2022 | 2023 | 2024 |

2001-ben a település lakosságának 52%-a magyar, 48%-a cigány nemzetiségűnek vallotta magát.
A 2011-es népszámlálás során a lakosok 89%-a magyarnak, 28,2% cigánynak mondta magát (11% nem nyilatkozott; a kettős identitások miatt a végösszeg nagyobb lehet 100%-nál). A vallási megoszlás a következő volt: római katolikus 76,5%, református 2%, görögkatolikus 5,1%, felekezeten kívüli 0,8% (15,7% nem válaszolt).
2022-ben a lakosság 95%-a vallotta magát magyarnak, 28,2% cigánynak (5% nem nyilatkozott; a kettős identitások miatt a végösszeg nagyobb lehet 100%-nál). Vallásuk szerint 12,9% volt római katolikus, 0,5% görög katolikus, 5% felekezeten kívüli (81,7% nem válaszolt).

## Látnivalók

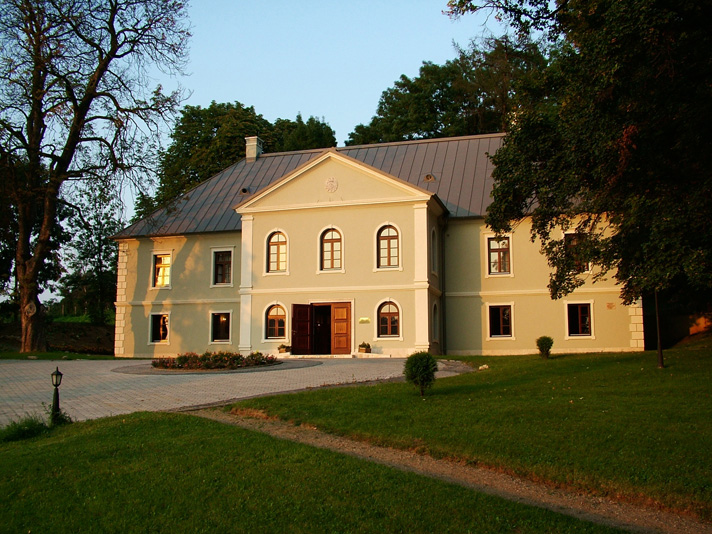
A Pallavicini-kastély

Pallavicini-kastély (ma kastélyszálló)
A falu fő nevezetessége a központjában fekvő Pallavicini-kastély. A domboldalon álló, ősfás park közepén található kastély klasszicista stílusban épült. A téglalap alaprajzú kastély a domborzat következtében főhomlokzatán emeletes, míg hátsó oldalán földszintes magasságú. Főhomlokzata közepén timpanonos rizalit emelkedik ki, felső részében a Pallavicini család címerével, míg jobb oldali oldalhomlokzata egy kisméretű bővítménnyel egészül ki. Hátsó homlokzatát is a középen kilépő timpanonos rizalit határozza meg. A nyílásokon vakolt ablakkeretezést, míg a sarkokon kváderezést láthatunk.
A kastély egykori tulajdonosa, a Pallavicini család itáliai eredetű. Az „őrgróf” címet 966 óta viselik. A család Edvárd őrgróf révén egy 1827 törvény által nyer magyar honfiságot. Az őrgrófi cím viselésére egy 1868-as legfelsőbb kézirat révén nyernek jogosultságot. Pallavicini János őrgróf, a kastély tulajdonosa, diplomáciai szolgálatot töltött be több európai állomáshelyen. Az őrgróf diplomáciai munkájának befejezését követően Pusztaradványba vonult vissza és ott is élt haláláig.
A 2000-es években teljesen felújított kastély jelenleg magántulajdonban van, kastélyszállóként működik. A kastélyhotel belső berendezése a 19. század hangulatát idézi másfél évszázados biedermeier bútoraival, 100-120 éves felújított lámpatesteivel.

## Környező települések
Hernádvécse 6 km-re, Szemere 3 km-re. A legközelebbi város: Encs 18 km-re.

## Külső hivatkozások
- Pusztaradvány az utazom.com honlapján
- Képek